# Debug com Pato de Borracha

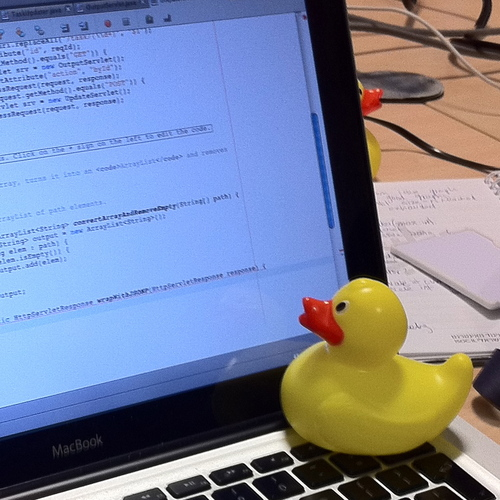
Um pato de borracha auxiliando um desenvolvedor com a revisão de código

Na engenharia de software, a depuração com pato de borracha é um método de depuração de código. O nome é uma referência a uma história do livro O Programador Pragmático em que um programador explica seu problema para um pato de borracha, descrevendo linha a linha o código que já foi escrito. Muitos outros termos existem para essa técnica, muitas vezes envolvendo diferentes objetos inanimados ou até animais de estimação, como um cachorro ou um gato.
Muitos programadores já tiveram a experiência de explicar um problema de programação para outra pessoa — talvez até mesmo para alguém que não saiba nada sobre programação — e, nesse processo, acabar encontrando a solução. Ao descrever o que o código deveria fazer e observar o que ele efetivamente faz, ficam mais nítidas eventuais diferenças entre os dois. De modo geral, o ensino de um assunto requer seu entendimento sob diferentes perspectivas, contribuindo para uma compreensão mais profunda. Ao usar um objeto inanimado, o programador pode realizar esse processo sem precisar interromper outra pessoa.